# 瓦讷河畔讷维尔
瓦讷河畔讷维尔（法語：Neuville-sur-Vanne，法語發音：[nøvil syʁ van]）是法国奥布省的一个市镇，属于特鲁瓦区。

## 地理
瓦讷河畔讷维尔（48°15'20"N, 3°46'50"E）面积17.25 平方千米，位于法国大東部大區奥布省，该省份为法国中北部省份，北起马恩省，西接塞纳-马恩省，西南至约讷省，东南至科多尔省，东临上马恩省。
与瓦讷河畔讷维尔接壤的市镇（或旧市镇、城区）包括：埃斯蒂萨克、梅尼勒圣卢、艾克斯-维勒莫尔-帕利斯。

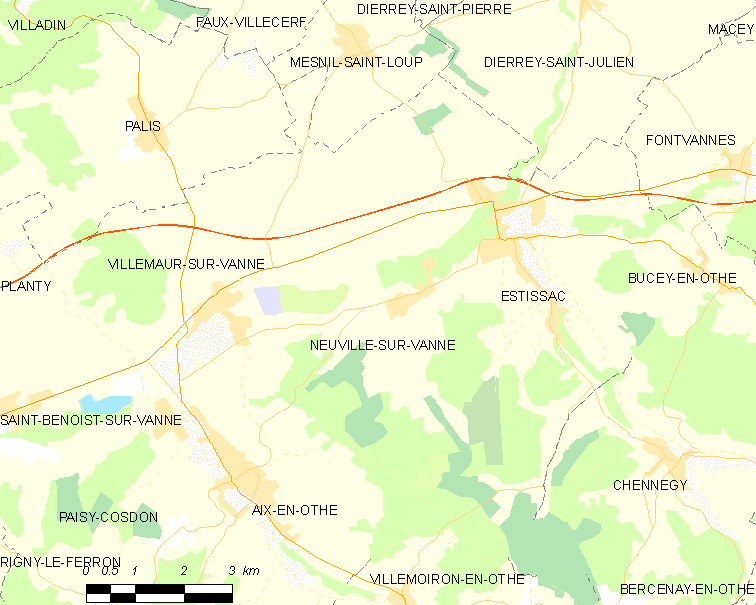
瓦讷河畔讷维尔的OSM定位图

瓦讷河畔讷维尔的时区为UTC+01:00、UTC+02:00（夏令时）。

## 行政
瓦讷河畔讷维尔的邮政编码为10190，INSEE市镇编码为10263。

## 政治
瓦讷河畔讷维尔所属的省级选区为艾克斯-维勒莫尔-帕利斯县。

## 人口

1962-2008年间瓦讷河畔讷维尔人口变化图示

瓦讷河畔讷维尔于2022年1月1日时的人口数量为469人。